# ダイオウ属
ダイオウ属（学名：Rheum）は、タデ科の属の1つである。本属の植物を総称して大黄（だいおう）という。薬用植物であり、生薬・漢方薬の分野では、本属の一部植物の根茎を基原とした生薬を大黄と言う。
大黄は『神農本草経』の下品に収載されており、別名を「将軍」と称するが、陶弘景は「大黄とはその色である。将軍なる号はその薬効が峻烈、快速なのを表示したものだ」といっており、非常に古くから薬用とされ、中国では既に戦国時代の『山海経』にその記載がみられる。ヨーロッパではディオスコリデスの『ギリシア本草』(77年)に記載されている。日本への渡来は、正倉院に良質のものが残存していることから、奈良時代には生薬として輸入されていた。

## 薬用
この属の一部植物の根茎より生薬の大黄（だいおう）が調製される。これには消炎・止血・緩下作用があり、瀉下剤として便秘薬に配合されるほか、漢方医学ではそれを利用した大黄甘草湯に配合されるだけでなく、活血化瘀作用（停滞した血液の流れを改善する作用と解釈される）を期待して桃核承気湯などに配合される。
日本薬局方では、基原植物をRheum palmatum,R. tanguticum,R. officanale,R. coreanum又はそれらの種間雑種としている。
指標成分は瀉下作用の活性成分であるセンノシドであり、日本薬局方には最低含有量が規定されているが、活血化の作用を期待して大黄を使用する場合には瀉下作用は副作用となってしまうため、その含量規定は低く抑えられている。

## 成分
アントロン誘導体(センノシド)、アントラキノン誘導体(クリソファノール、エモジン、アロエエモジン)、ナフタリン誘導体、タンニン類(ラタンニンなど)、スチルベン誘導体(ラポンチシン、デオキシラポンチシンなど)を含有する。

## 食用

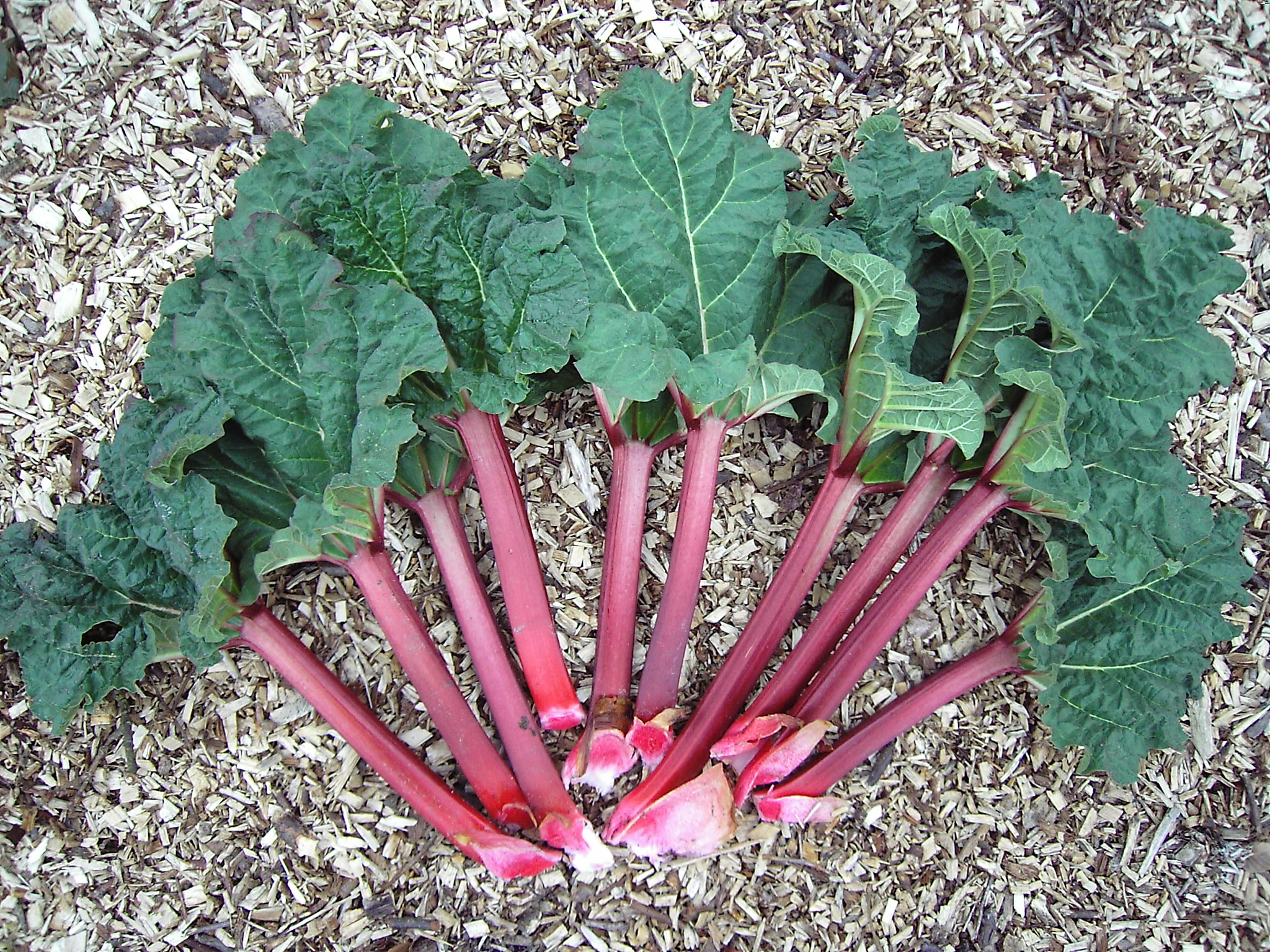
ルバーブの葉と葉柄

ルバーブ（ショクヨウダイヨウ、マルバダイオウ、R.rhabarbarum）などは野菜の1種として扱われ、茎を砂糖で甘味を付けてジャムにしたりパイの具にするなど、果物と同様の調理で食用にされる。原産地はシベリアだが、欧米では広く栽培されて食用にされ、菓子類のフレーバーとしても定着している。日本でも長野県などでジャム加工用に栽培される。ルバーブにもわずかにセンノシドを含むことから、敏感な人は下痢をすることがある。葉はシュウ酸を多く含むため食用にはできないが、煮出した液を真鍮や銅を磨くために使用もできる。

## その他

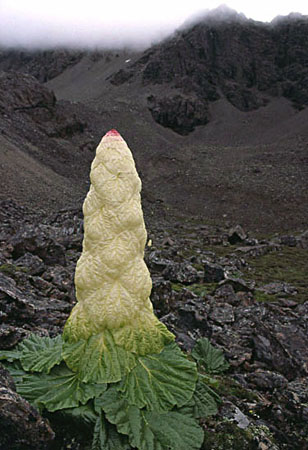
セイタカダイオウ

ネパールからチベットにかけて生息する高山植物のセイタカダイオウ（R. nobile）などが知られる。